# ایگور سیل
ایگور سیِل (اسلواکی: Igor Ciel; ۱۳ آوریل ۱۹۳۱ – ۴ ژوئن ۲۰۱۰) کارگردان فیلم و تئاتر، بازیگر و فیلمنامه‌نویس اهل کشور اسلواکی بود.